# David Leblanc (natation)
Pour les articles homonymes, voir David Leblanc.
David Leblanc est un nageur français né le 31 juillet 1968 à Dijon.

## Carrière
Il est membre de l'équipe de France aux Jeux olympiques d'été de 1988, prenant part au 100 mètres brasse (natation), au 200 mètres brasse et au 4x100 mètres quatre nages ; il échoue au premier tour. 
Il est sacré à deux reprises champion de France du 50 mètres brasse (été 1987 et hiver 1988) et à deux reprises champion de France du 200 mètres brasse (été 1987 et hiver 1988)